# 오번 (앨라배마주)
오번(Auburn)은 미국 남동부 앨라배마주 리군에 있는 도시이다. 이주 동쪽의 최대의 대학 도시로, 1990년대 이후 인구가 급성장하고 있는 도시이다. 도시 인구는 57,833 명이고 쌍둥이 도시인 오펠라이카 시와 합한 인구는 135,833 명이고, 광역권인 콜럼버스-오번-오펠라이카의 인구는 약 50만 명이다. 2009년 U.S. News에 따르면 이 도시는 미국에서 살기 좋은 도시 10위 내에 선정되었다.

## 역사
초기 정착인은 아메리카 원주민의 일족인 크릭 족이다. 1839년 도시가 정식으로 설립되면서 감리교회와 침레교회가 먼저 세워졌으며, 곧 초등학교를 비롯한 여러 학교들이 세워졌다. 이때부터 많은 농장주 계층의 인구가 이주해왔으며 도시 인구의 절반은 학생이었다. 1856년 주의 인가로 감리교파 대학교(East Alabama Male College)를 건설하였고 1859년 오번 대학교로 이름을 바꾸며 개강을 시작 본격적인 대학 타운으로 발전했다.

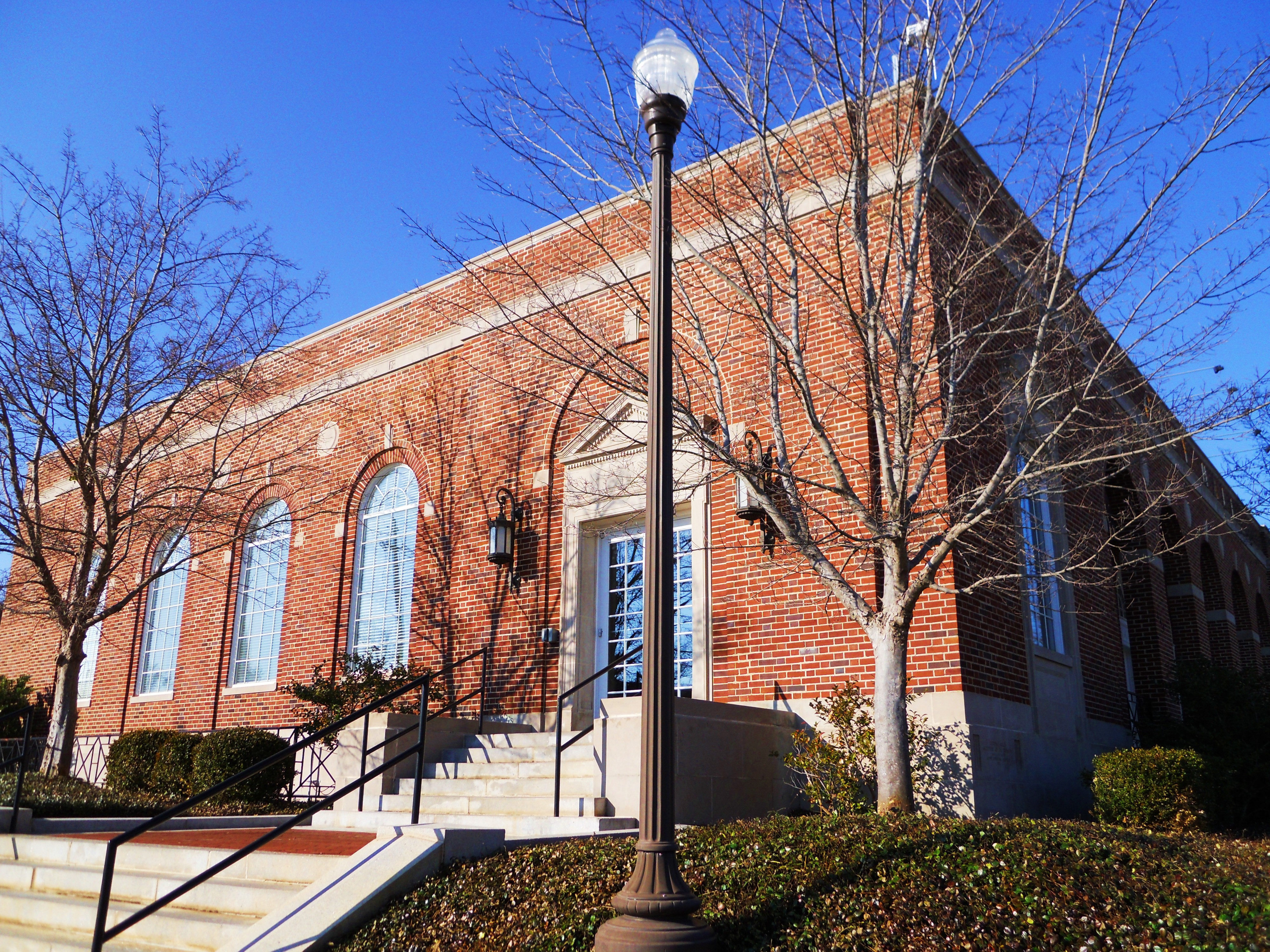
시청

1861년 발발한 남북전쟁으로 미국 남부의 많은 도시들처럼 오번시의 인구 또한 감소하였고 경제적인 피해를 입었다. 1900년 이전까지 남부는 경제난을 입었고 이 도시 또한 모릴 토지 허여 법안이 있기 전까지 대학을 중심으로 모든 것이 침체되었다.

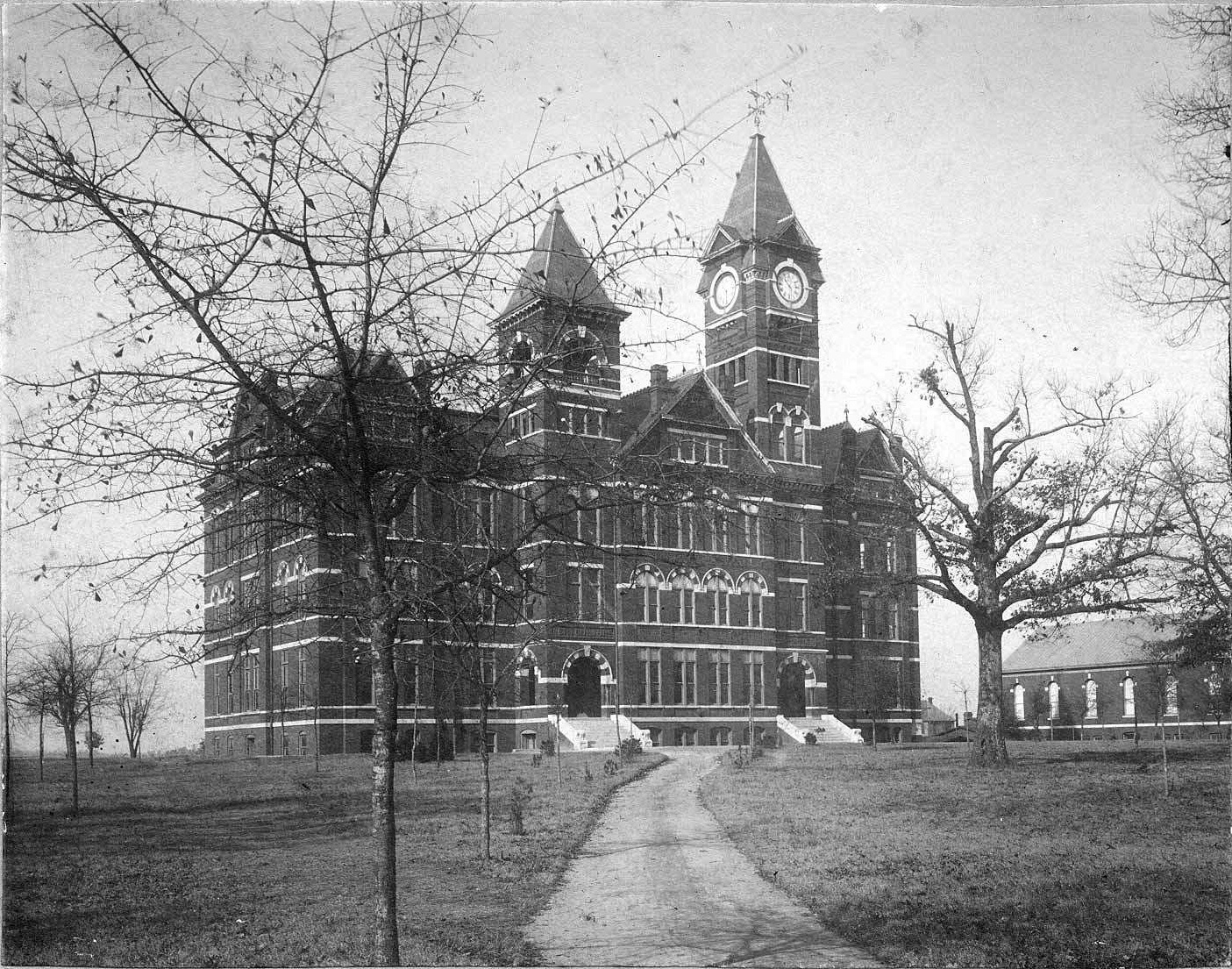
1890년 오번 대학교의 Samford Hall.

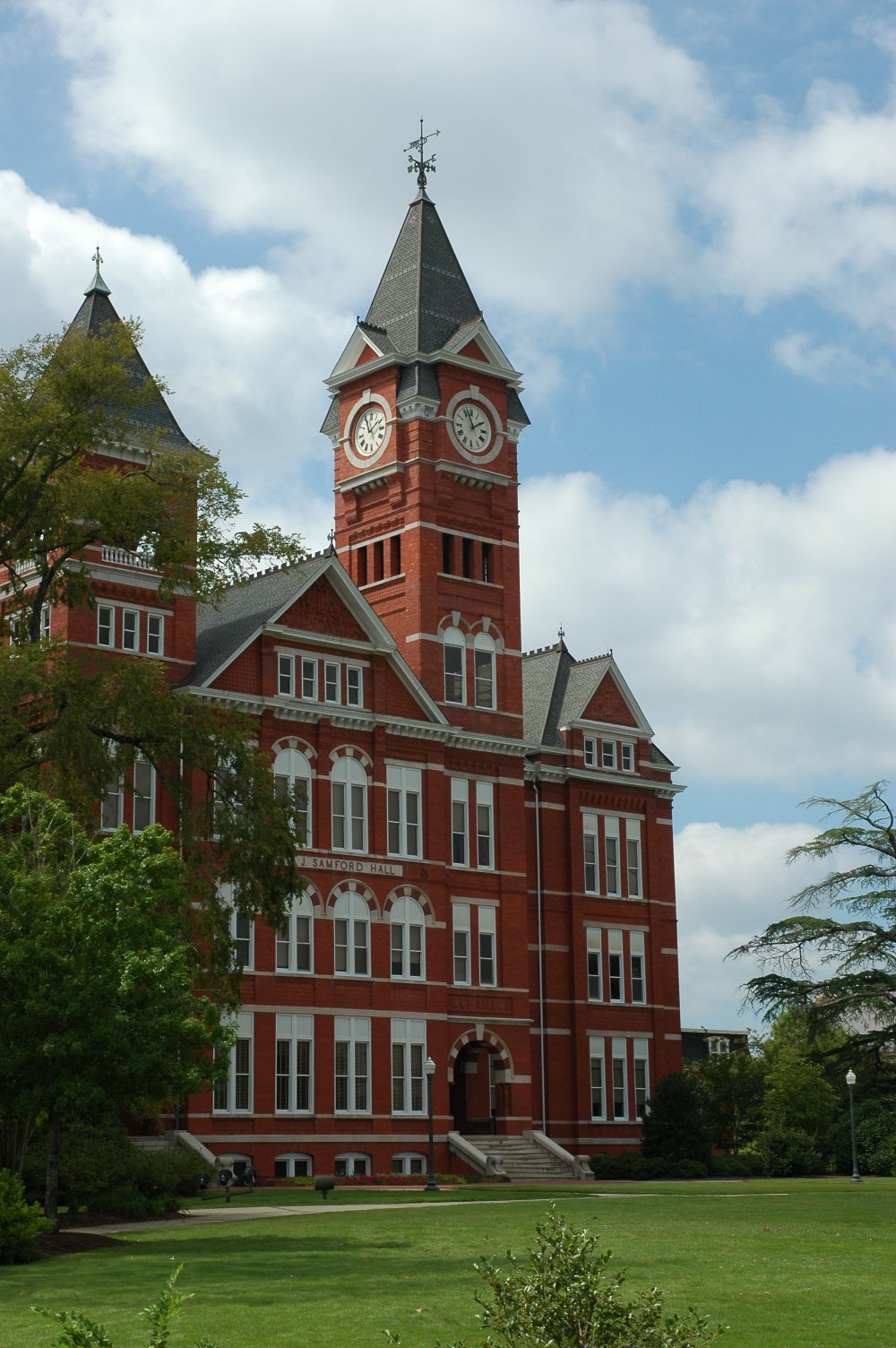
현재의 Samford Hall. 도시의 상징 건물이다.

1892년 앨라배마주에서 최초로 여학생을 받아들이기 시작하였고 농학과 비즈니스, 엔지니어링 학과가 개설되었다. 1910년 인구는 남북 전쟁 이전으로 회복하였고 오번 대학교 미식축구팀의 남부 지역 우승으로 인지도와 도시 수준도 향상되었다.
1920년 미국 남부의 목화산업이 붕괴되고 대공황을 겪으며 자급자족에 의존하는 생존형 경제로 되돌아갔으나 미국의 제 2차 세계 대전에 참전이후 대학교가 훈련소 및 전투기 및 핵무기 연구시설로 사용되었고 종전 후 군인이 학생으로 돌아오면서 경제가 급속하게 회복되었다.
1950년대와 1960년대의 꾸준한 인구 성장으로 도심 외곽이 발전하였고 주변 마을들을 합병하였다. 주간고속도로 제85호선가 이 도시를 지나게 되면서 오번 시는 급격한 성장을 하였는데, 이는 미식 축구를 중심으로한 관광업과 서비스업의 발전 그리고 대학 연구와 주립차원의 과학 기술 투자 때문이다.
1980년대와 1990년대의 여러 학교 평가에서 이 도시의 초-중-고등 교육을 전국 최고 수준으로 평가하였고, 이는 수천여명의 인구를 증가하는데 기여하였다. 1980년부터 2003년까지 도시 인구는 65% 증가, 도시 경제규모는 220% 증가하였고 이는 21세기 지속되고있다.

## 지리
애팔래치아산맥이 끝나는 지점에 위치하여 언덕과 구릉이 발달되었으나 산은 없다. 이처럼 다양한 지질 조건은 다양한 생물과 아름다운 자연환경을 만들어내었다. 채터후치 강이 흐르며 작고 긴 강들이 있고 곳곳에 호수가 위치한다. 따뜻하고 습한 기후, 모래와 적토로 형성된 땅에 주된 식물군은 앨라배마 소나무와 잔디이고, 동물군은 사슴과 청서, 너구리 아르마딜로, 독수리, 까마귀 그리고 기타 곤충류가 많다.

### 기후
미국 남동부의 중앙에 위치하며, 해안 기후와 대륙성 기후 지역의 중간에 위치한다. 사계절이 있고, 봄과 가을은 매우 짧으며 여름은 습하고 매우 더우며 온난한 겨울로 나뉜다. 건기가 있으나 일년 강우량은 1,336 mm으로 다소 많다.
허리케인과 토네이도가 자주 발생하며 번개가 많이 친다. 구름비는 자주 끼나 맑은날이 많고 날씨가 변덕스럽다.
| Auburn, Alabama (Auburn University)의 기후 | Auburn, Alabama (Auburn University)의 기후 | Auburn, Alabama (Auburn University)의 기후 | Auburn, Alabama (Auburn University)의 기후 | Auburn, Alabama (Auburn University)의 기후 | Auburn, Alabama (Auburn University)의 기후 | Auburn, Alabama (Auburn University)의 기후 | Auburn, Alabama (Auburn University)의 기후 | Auburn, Alabama (Auburn University)의 기후 | Auburn, Alabama (Auburn University)의 기후 | Auburn, Alabama (Auburn University)의 기후 | Auburn, Alabama (Auburn University)의 기후 | Auburn, Alabama (Auburn University)의 기후 | Auburn, Alabama (Auburn University)의 기후 |
| 월                                         | 1월                                        | 2월                                        | 3월                                        | 4월                                        | 5월                                        | 6월                                        | 7월                                        | 8월                                        | 9월                                        | 10월                                       | 11월                                       | 12월                                       | 연간                                       |
| ------------------------------------------ | ------------------------------------------ | ------------------------------------------ | ------------------------------------------ | ------------------------------------------ | ------------------------------------------ | ------------------------------------------ | ------------------------------------------ | ------------------------------------------ | ------------------------------------------ | ------------------------------------------ | ------------------------------------------ | ------------------------------------------ | ------------------------------------------ |
| 일평균 최고 기온 °F (°C)                   | 56.1 (13.4)                                | 60.4 (15.8)                                | 67.9 (19.9)                                | 74.6 (23.7)                                | 82.6 (28.1)                                | 88.3 (31.3)                                | 90.8 (32.7)                                | 89.8 (32.1)                                | 85.7 (29.8)                                | 76.8 (24.9)                                | 67.8 (19.9)                                | 58.2 (14.6)                                | 75.0 (23.9)                                |
| 일평균 최저 기온 °F (°C)                   | 33.8 (1.0)                                 | 37.3 (2.9)                                 | 44.2 (6.8)                                 | 51.3 (10.7)                                | 60.2 (15.7)                                | 67.0 (19.4)                                | 70.3 (21.3)                                | 70.5 (21.4)                                | 64.6 (18.1)                                | 54.8 (12.7)                                | 45.0 (7.2)                                 | 36.3 (2.4)                                 | 53.0 (11.7)                                |
| 평균 강수량 인치 (mm)                      | 4.54 (115)                                 | 4.36 (111)                                 | 5.85 (149)                                 | 3.84 (98)                                  | 3.25 (83)                                  | 4.61 (117)                                 | 6.09 (155)                                 | 3.22 (82)                                  | 4.44 (113)                                 | 3.19 (81)                                  | 4.28 (109)                                 | 4.88 (124)                                 | 52.55 (1,337)                              |
| 평균 강수일수 (≥ 0.01 in)                  | 10.8                                       | 9.7                                        | 9.5                                        | 8.6                                        | 8.3                                        | 10.1                                       | 12.8                                       | 10.2                                       | 8.0                                        | 6.8                                        | 8.5                                        | 9.7                                        | 113.0                                      |
| 출처: NOAA                                 |                                            |                                            |                                            |                                            |                                            |                                            |                                            |                                            |                                            |                                            |                                            |                                            |                                            |

## 주민
| 인구조사                            | 인구   | Note  | %±     |
| ----------------------------------- | ------ | ----- | ------ |
| 1870년                              | 1,018  |       | —      |
| 1880년                              | 1,161  |       | 14.0%  |
| 1890년                              | 1,440  |       | 24.0%  |
| 1900년                              | 1,447  |       | 0.5%   |
| 1910년                              | 1,408  |       | −2.7%  |
| 1920년                              | 2,143  |       | 52.2%  |
| 1930년                              | 2,800  |       | 30.7%  |
| 1940년                              | 4,652  |       | 66.1%  |
| 1950년                              | 12,939 |       | 178.1% |
| 1960년                              | 16,261 |       | 25.7%  |
| 1970년                              | 22,767 |       | 40.0%  |
| 1980년                              | 28,471 |       | 25.1%  |
| 1990년                              | 33,830 |       | 18.8%  |
| 2000년                              | 42,987 |       | 27.1%  |
| 2010년                              | 53,380 |       | 24.2%  |
| 2019 (추산)                         | 66,259 | [ 4 ] | 24.1%  |
| U.S. Decennial Census 2018 Estimate |        |       |        |

다음은 2000년 인구 통계 자료이다.
- 백인 - 78.05%
- 흑인 - 16.79%
- 히스패닉 - 1.55%
- 아시아인 - 3.31%, 태평양계 - 0.04%
- 아메리카 원주민 - 0.19
- 기타 - 0.57%

평균 가정당 연소득은 $55,619이고 학생 인구를 감안하면 높은 수치이다.

## 출신 인사
- 로버트 기브스 - 전 미국 백악관 대변인, 정치 고문, 존 케리와 버락 오바마의 선거 중 보도 책임자
- 팀 쿡 - 애플 CEO
- 지미 웨일스 - 위키백과 공동 설립자
- 프레더릭 챕먼 로빈스 (Frederick Chapman Robbins) - 노벨 생리학·의학상 수상자
- 밀라드 풀러 (Millard Fuller) - 해비타트 운동 창시자
- 릴리안 고디 카터 (Lillian Gordy Carter) - 지미 카터 제 39대 미국 대통령의 모친
- 에이스 앳킨즈 (Ace Atkins) - 퓰리처상 수상자
- 6명의 우주비행사
- 4명의 프로볼 선수와 캠 뉴턴을 포함한 수많은 미식축구, 야구, 수영 선수